# Cymbopogon quinhonensis
Cymbopogon quinhonensis är en gräsart som först beskrevs av Aimée Antoinette Camus, och fick sitt nu gällande namn av Sylvia Mabel Phillips och Shou Liang Chen. Cymbopogon quinhonensis ingår i släktet Cymbopogon, och familjen gräs. Inga underarter finns listade i Catalogue of Life.